# Día nacional del recuerdo y acción contra la violencia hacia la mujer (Canadá)
El Día nacional del recuerdo y acción contra la violencia hacia la mujer es un día conmemorativo en Canadá que se celebra cada 6 de diciembre, aniversario de la Masacre de la Escuela Politécnica de Montreal de 1989 fecha en la que un hombre armado, Marc Lépine, asesinó a catorce mujeres en un acto de violencia de género que conmocionó el país.
Fue declarado en 1991 por el Parlamento de Canadá con el objetivo de utilizar el día para reflexionar sobre el fenómeno de la violencia contra las mujeres en la sociedad, considerar a las mujeres y niñas para quienes la violencia es una realidad cotidiana y para recordar a quienes han muerto como resultado de la violencia de género.  También se hace un llamamiento para que las comunidades organicen acciones concretas que ayuden a eliminar todas las formas de violencia contra las mujeres y las niñas.
Las banderas de los edificios federales, incluyendo la Torre de la Paz en la Colina del Parlamento, se izan a media asta y se pide a los ciudadanos mantener un minuto de silencio y llevar un lazo blanco o púrpura para crear opinión con el objetivo de acabar con los actos de violencia contra la mujer.